# Leginy (powiat bartoszycki)
Leginy (niem. Legienen) – wieś w Polsce położona w województwie warmińsko-mazurskim, w powiecie bartoszyckim, w gminie Bartoszyce. W latach 1975–1998 miejscowość należała administracyjnie do województwa olsztyńskiego. Wieś znajduje się w historycznym regionie Warmia.

## Historia
W 1939 r. we wsi było 120 mieszkańców. W 1983 r. wieś o zwartej zabudowie miała 15 domów z 70 mieszkańcami. W tym czasie funkcjonowało 19 indywidualnych gospodarstw rolnych, uprawiających 119 ha ziemi i hodujących 119 sztuk bydła (w tym 65 krów), 159 sztuk nierogacizny, 9 koni i jedną owcę. We wsi był punkt biblioteczny a ulice miały elektryczne oświetlenie. 